# 冑甲龍屬
冑甲龍（屬名：Panoplosaurus）是甲龍類結節龍科的一屬恐龍，化石出土於加拿大亞伯達省晚白堊世（坎潘期中期，約7600萬至7500萬年前）的恐龍公園層。最初於1917年首次發現，1919年由勞倫斯·賴博根據其大規模的裝甲而命名，屬名意為「全副武裝的蜥蜴」。過去某些歸入埃德蒙頓甲龍的材料曾被認為其實屬於冑甲龍，讓判斷其系統發生學及分布範圍變加複雜，一度聲稱亞伯達省、新墨西哥州、德克薩斯州都有分布，而加拿大與美國機構皆有標本保存。冑甲龍的頭骨和顱後骨骼與近親相似，明顯的差異則在於頭骨皮內成骨的甲塊形狀、肩胛骨完全癒合、頸部到身軀分布規則狀骨板、缺乏突出棘刺。冑甲龍以四足行動，身長約5公尺及體重約1600公斤。吻部短，頭骨表面呈圓拱形、骨板直接覆蓋於臉頰上。頸部上表面周圍排列成群圓形的甲塊。前後肢大致等長。手部可能僅三指。尺寸各異的骨板、皮內成骨、甲塊幾乎覆蓋整個軀幹表面，從頭頸部的大塊構造、到下顎及延伸身體下側較小塊的圓形骨塊、再到較大塊皮內成骨空隙間填充的小骨塊。
冑甲龍起初被分類至劍龍類中與甲龍有相似裝甲的類群，後來從這獨立成甲龍類。其中認為冑甲龍與埃德蒙頓甲龍亞科近緣，後來則移至結節龍科。埃德蒙頓甲龍甚至一度被視為與冑甲龍是相同物種，使之成為當時北美坎潘期唯一已知的結節龍科，但受到許多質疑，至今兩者依然作為各自獨立的物種。在近年的種系發育分析中顯示冑甲龍和埃德蒙頓甲龍、活堡龍有接近的屬性，於是建立冑甲龍族演化支，定義為與冑甲龍接近、但與結節龍、鴕龍較遠的所有近親，這兩者最早也被認為與冑甲龍近緣。冑甲龍的沉積年代稍早於粗齒埃德蒙頓甲龍，同期共存物種包括鴨嘴龍科的盔龍、賴氏龍，角龍科的尖角龍，暴龍科的蛇髮女怪龍、馳龍、似鳥龍等。

## 發現
1917年，加拿大地質調查局的古生物學家查爾斯·斯騰伯格（Charles M. Sternberg）在腹河群（Belly River Group）69號採石場海拔64公尺的砂岩沉積層發現一個完整的頭骨與大量裝甲恐龍的骨頭。標本由加拿大自然博物館編目為CMN 2759，出土於亞伯達省紅鹿河（Red Deer River）小沙丘支流（Little Sandhill tributary）河口以南4.43公里處，包括一個幾乎完整、關節相連的頭骨、大部分頸椎與前部背椎、覆蓋的裝甲、大部分關節脫落的前肢、三根連接的手指、骨盆和部分髂骨碎片、某些腳部骨頭、數百塊皮內成骨。該標本由加拿大地質協會的勞倫斯·賴博（Lawrence M. Lambe）描述，他於1919年3月去世前完成對頭骨和裝甲的描述。加拿大皇家協會在其去世後將之出版，當中他將新屬種的材料命名為模式種奇異冑甲龍（Panoplosaurus mirus）。至於賴博來不及進行的脊椎和肢骨材料則於1921年由斯騰伯格發表了補充描述。屬名以古希臘語pan（完全）加上hoplon（古希臘的一種木質盾牌）及字尾sauros（蜥蜴），全意即為「全副武裝的蜥蜴」。

## 介紹
冑甲龍是相對重量級的動物，體重達1600公斤，與同地區其他甲龍類相當，且等重或重於所有共存掠食者。冑甲龍身長約5公尺，如同其他許多甲龍類長有裝甲，但不同之處在於其全身幾乎沒有明顯的尖刺。冑甲龍裝甲的特徵能將之與同期近親（如埃德蒙頓甲龍）區別開來，如逐漸收縮的吻部、頭骨裝甲為塊狀、上顎梨骨膨脹、脊椎有高聳的神經弓與神經棘、小塊圓潤的鳥喙骨與肩胛骨融合、手可能只有三根手指。冑甲龍正模標本的臉頰上還覆蓋一塊突出的甲板，可能作為本屬的獨有衍徵、或個體變異（取決於歸入冑甲龍的其他頭骨有哪些）。